# Commerçant en droit français
 (février 2025).
Si vous disposez d'ouvrages ou d'articles de référence ou si vous connaissez des sites web de qualité traitant du thème abordé ici, merci de compléter l'article en donnant les références utiles à sa vérifiabilité et en les liant à la section « Notes et références ».
Pour les articles homonymes, voir Commerçant.

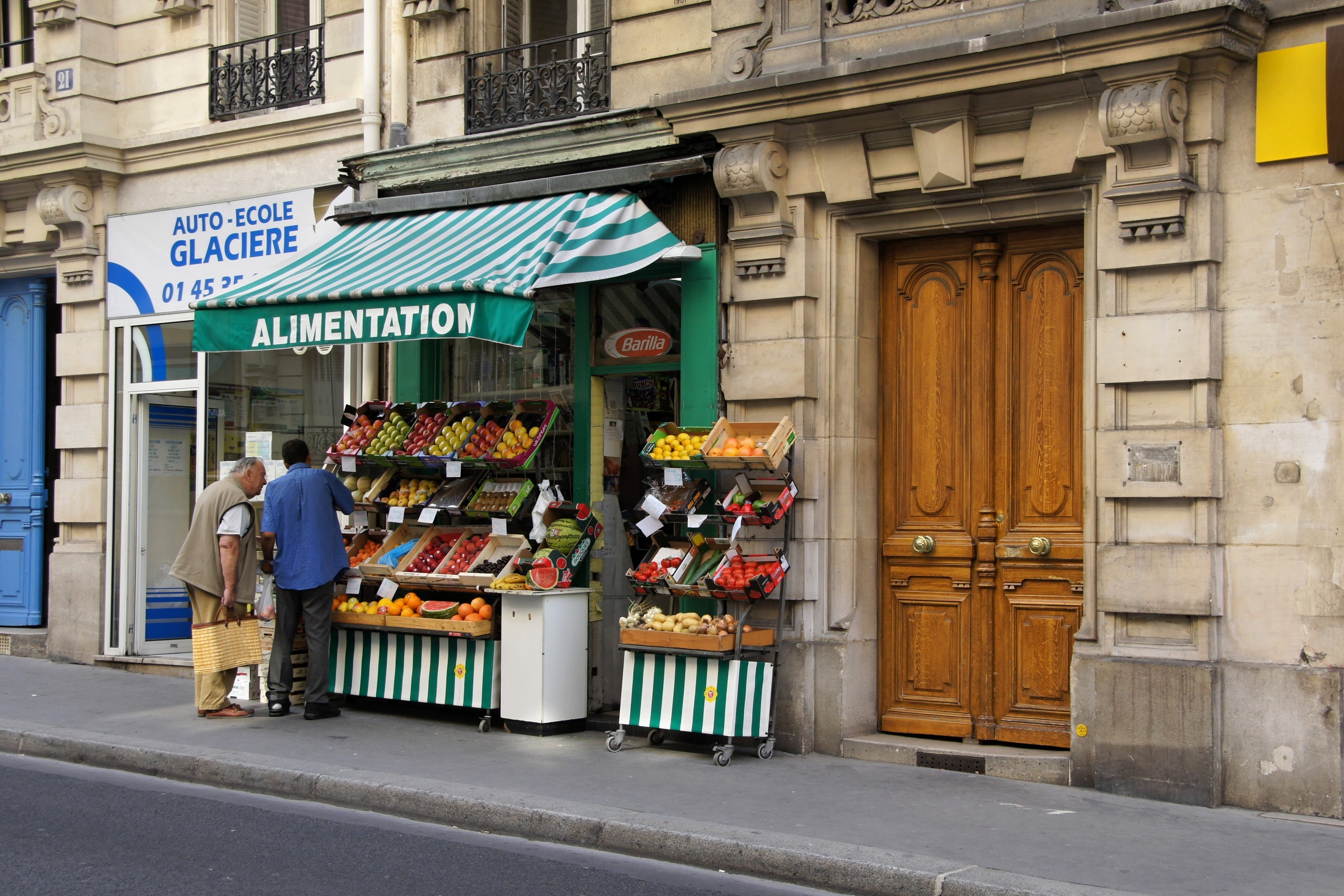
Un commerçant de détail à Paris

En droit français, un commerçant est une personne physique ou morale qui fait des actes de commerce et en fait sa profession habituelle (Article L121-1 du Code du Commerce). En droit, le statut de commerçant est une qualité.
Selon la définition traditionnelle, un acte de commerce consiste à acheter des biens mobiliers, dans l'intention de les revendre avec un bénéfice. Le commerce se définit donc par sa finalité qui est de gagner le plus d'argent possible, avant toutes autres considérations. Ces biens peuvent être matériels (marchandises), ou immatériels (titres financiers, services, brevets, assurances, prêts bancaires, courtage,..).
La coutume et la loi mettent de nombreuses choses "hors du commerce", c'est-à-dire qu'elles interdisent de les vendre et de les acheter. 
Sous la pression des pays anglo-saxons, en particulier de l'Organisation mondiale du commerce, la notion de commerce, avec sa finalité qui est d'optimiser le profit, est progressivement étendue à toutes les activités lucratives.

## Un domaine excluant la qualité de commerçant

### Choses hors du commerce
- le nom,
- le témoignage,
- les actes d'administration publique,

### Activités non commerciales
De nombreuses activités professionnelles, associatives, culturelles ou publiques sont traditionnellement considérées comme non commerciales.
C'est ainsi que l'artisan, l'entrepreneur, le marin-pêcheur, le professeur, l'agriculteur ou plus généralement les professionnels qui vendent leur propre production, n'étaient pas considérés comme commerçants jusqu'à la fin des années 1980. Leur activité étant considérée comme civile : ils n'étaient pas tenus de s'inscrire au registre du commerce, mais au registre des métiers, ne relevaient pas du code de commerce mais d'autres textes comme le code civil.
Il en va encore de même des professions libérales réglementées, malgré la pression de l'Union européenne et de sa directive Services qui considèrent qu'un médecin ou un architecte sont des vendeurs de service.
Le commerce porte sur des biens meubles, a contrario les activités portant sur les immeubles telles que la construction et l'architecture, l'administration des copropriétés, le notariat, ne sont pas commerciales.
Les activités politiques, municipales, religieuses, militaires, médicales, sociales, et la fonction publique de l'État ne sont pas commerciales.

## Les conditions apportant la qualité de commerçant

### Les conditions nécessaires à l'engagement de la qualité
L'article 121-1 du Code de commerce dispose de trois conditions cumulatives apportant à une personne la qualité de commerçant. Ces conditions sont cumulatives.
- L'accomplissement d'actes de commerces ;
- Exercer l'activité commerciale de façon professionnelle et habituelle ;
- Être indépendant.

Ainsi, un salarié ne peut être commerçant en raison de son contrat de travail qui le lie avec son supérieur hiérarchique, ce qui induit qu'il n'est pas indépendant. Également, la condition de profession habituelle est parfois compliquée à matérialiser : généralement, cela s'entend par l'activité principale de la personne ou encore si les revenus tirés par l'activité commerciale constituent une part majeure des revenus personnels.

### Des situations juridiques incompatibles avec la qualité
Néanmoins, certaines situations sont frappées d'interdictions et ne peuvent emporter la qualité commerçant. Communément, on affirme qu'ils n'ont pas la capacité commerciale. Ce refus de qualification peut résulter de différentes sources :

#### Des incapacités civiles
Ainsi, les personnes qui ne disposent pas de la capacité civile, c'est-à-dire l'aptitude à accomplir des actes de manière libre, éclairé et consenti, ne peuvent être qualifiés de commerçant. Cela touche donc les majeures incapables sous curatelle ou sous tutelle, mais aussi les mineurs.

#### Des interdictions ou des autorisations
Les interdictions à la qualification de commerçant portent essentiellement sur les personnes condamnées, souvent dans le domaine commercial ou fiscal, mais aussi envers les étrangers à l'Union-européenne qui n'auraient préalablement pas déclaré leur activité en préfecture.
Ces interdictions ne tiennent pas qu'aux personnes, car certaines activités emportent une interdiction manifeste en raison de leur objet (ex : vente de drogue) où la qualification de commerçant ne peut être retenue. Également, d'autres domaines où une autorisation préalable est nécessaire comme la vente de boisson alcoolisée ou encore l'obtention de certains diplômes comme l'activité de pharmacien.

#### Des incompatibilités
Certaines personnes en raison de leur profession principale ne peuvent être légitimement des commerçants. C'est le cas des professions réglementés qui sont frappés d'une incompatibilité avec la profession de commerçant. Ainsi, les médecins, les notaires ou les avocats ne peuvent prétendre à ce statut, ni les fonctionnaires. La réalisation d'activité commerciale en marge de leur activité professionnelle réglementée est un fait qui peut provoquer des sanctions disciplinaires et parfois pénales.

## Régime de la qualité de commerçant
Le statut de commerçant apporte des droits et des obligations relatives au droit commercial à la personne souvent plus avantageux que l'application du droit civil. C'est notamment le cas en termes de baux commerciaux où le commerçant dispose du "droit au bail" (dit "propriété commerciale") ou encore du mode de preuves des actes de commerces où la preuve est libre. 
Néanmoins, ce principe ne peut s'appliquer par exception en cas d'irrégularité dans l'activité commerciale. En effet, la qualité de commerçant peut être retenue sans pour autant que l'activité même soit légale. Dans ce genre de situation, la personne est qualifiée de "commerçant de fait" ce qui entraîne comme conséquence la perte des droits relatifs à la qualité de commerçant. Cependant, les obligations tenant au commerçant subsistent comme les obligations comptables ou fiscales.